# 安可！！
《ENCORE 安可！！》，是台灣女子組合S.H.E的第六張錄音室專輯、第七張專輯，於2004年11月12日推出。

## 簡介
此張專輯之所以名稱訂為「ENCORE！」，是因為S.H.E生平的第一場巡迴演唱會《奇幻樂園巡迴演唱會》得到熱烈的迴響，在演唱會結束後，通常大家最期待就是「ENCORE」的精采演出，而這張專輯剛好在演唱會結束後推出，因此就巧妙的取名為「ENCORE！」。
首波專輯主打歌〈候鳥〉是首抒情歌曲，由周杰伦作曲，是周杰伦聽了Ella之前過往戀情的愛情故事，然後以她的故事作為寫歌的靈感而特別量聲打造，再由方文山填詞而成的歌曲，也是繼S.H.E首張專輯《女生宿舍》中的首波主打歌〈戀人未滿〉及第四張專輯《Together新歌+精選》中的首波主打歌〈Always On My Mind〉之後，再次以抒情歌作為此張專輯的首波主打歌曲，也是S.H.E少數以抒情歌曲作為專輯的首波主打歌的音樂作品，除此之外此張專輯更是積極與德國團體SweetBox及其製作人Geo再度合作，在這張專輯中為S.H.E量聲打造歌曲，這也是繼第五張專輯《Super Star》專輯中為S.H.E量聲打造專輯同名主打歌〈Super Star〉之後再次合作，在此張專輯中為S.H.E量聲打造和製作了〈痛快〉及〈我愛你〉兩首歌，而〈痛快〉是一首帥氣搖滾的曲風，為Sweetbox編曲製作的歌曲；〈我愛你〉則是繼上一次SweetBox為S.H.E量聲打造〈Super Star〉之後，Sweetbox再度與S.H.E合作，為S.H.E量聲打造的一首氣勢磅礡的情歌，亦是Sweetbox再次為S.H.E創造出新感覺的抒情搖滾，從冷靜到吶喊激昂，到最後還加入了大合唱，亦是S.H.E發片以來歌曲戲劇張力最強的一首歌曲，之後Sweetbox也於同年重新翻唱成英文版，名為〈More Than Love〉，後收錄於《After the Lights》專輯和《最愛S.H.E冬日音樂紀念冊2》合輯，這兩首再次與Sweetbox合作的歌曲，更耗資300萬元製作費，並遠送德國製作。專輯中歌曲《別說對不起》則翻唱了美國流行女歌手布蘭妮·斯皮爾斯的專輯《流行禁區》中的熱門歌曲《每一次》（Everytime）。此張專輯也附有Bonus VCD。2004年12月24日，發行另一版本《ENCORE安可影音雙效超值包》。
2005年1月7日，發行《ENCORE 安可！！》影音館（VCD/DVD）。此張專輯中的主打歌曲〈候鳥〉入選2004年度Hit Fm年度百首單曲的第9位。專輯『安可！』在台灣銷售突破25萬張，全亞洲的銷售量也高達200萬張。

## 唱片版本
※ 以下發行版本皆以當地（台灣）為準。
- 精裝版專輯在發行前預購時和專輯推出後皆為精裝版，而專輯預購時會附贈預購贈品，正式發行後則無贈品，而預購贈品為資料夾。

| 類型   | 發行日期       | 版本           |
| ------ | -------------- | -------------- |
| CD+VCD | 2004年11月12日 | 精裝版         |
| CD+DVD | 2004年12月24日 | 影音雙效超值包 |

- 7-11通路預購加贈：

《安可！！》專輯造型資料夾
- 唱片行通路預購加贈：

OKWAP品牌代言造型資料夾

## 完整曲目
| 曲序     | 曲目                                       |          | 作曲                           | 编曲      | 製作人   | 备注                                                              | 时长  |
| -------- | ------------------------------------------ | -------- | ------------------------------ | --------- | -------- | ----------------------------------------------------------------- | ----- |
| 1.       | 候鳥 （Migratory Bird）                    | 方文山   | 周杰倫                         | 洪敬堯    | 袁惟仁   | 首波主打歌 電影「再見了，可魯」中文主題曲、「愛戀金飾」廣告主題曲 | 4:41  |
| 2.       | 痛快 （Satisfaction）                      | 施人誠   | 左安安                         | Geo       | Geo      | 第二波主打 電玩「新絕代雙驕Online」主題曲                         | 3:18  |
| 3.       | 別說對不起 （Don't Say Sorry）             | 俞方     | Britney Spears、Annet Artani   | 屠穎      | 袁惟仁   | 改編自Britney Spears的「Everytime」                               | 3:49  |
| 4.       | 我愛你 （I Love You）                      | 姚若龍   | Geoman、Villalon From Sweetbox | Geo       | Geo      | 第三波主打 OT：「More Than Love」－ Sweetbox                      | 3:49  |
| 5.       | 鬥牛士之歌 （Matador's Song）              | 姚若龍   | 左安安                         | 呂紹淳    | 王治平   |                                                                   | 3:53  |
| 6.       | 對號入座 （Take Seat by Number）           | 光中     | Bob Heatlie                    | 洪敬堯    | 徐德昌   | 第四波主打 改編自Aneka的「Japanese Boy」、Okwap手機廣告曲         | 4:01  |
| 7.       | 金鐘罩鐵布衫 （Golden Shield, Iron Cloth） | Funck    | Funck                          | 洪敬堯    | 袁惟仁   | 第六波主打 Digimaster Candy MP3音樂糖果 廣告歌                    | 4:04  |
| 8.       | 大女人主義 （Female Chauvinism）           | 徐世珍   | 曹格                           | 丁寧、DFM | 郭文宗   | 第五波主打                                                        | 3:58  |
| 9.       | 不在場 （Absent）                          | 李焯雄   | 王美蓮                         | 呂紹淳    | 郭文宗   |                                                                   | 4:30  |
| 10.      | 保持微笑 （Keep Smiling）                  | 施人誠   | 黃威爾                         | 洪敬堯    | 袁惟仁   |                                                                   | 4:21  |
| 总时长： | 总时长：                                   | 总时长： | 总时长：                       | 总时长：  | 总时长： | 总时长：                                                          | 40:24 |

## Bonus VCD
1. 「候鳥」MV
2. 候鳥MV及封面拍攝花絮
3. 「再見了，可魯」電影預告
4. S.H.E OKWAP及愛戀金飾廣告

## 影音雙效超值包
- 2004年12月24日 發行（CD+DVD）

※DVD格式 具音聲多重 具卡拉OK 功能
- CD

1. 候鳥
2. 痛快
3. 別說對不起
4. 我愛你
5. 鬥牛士之歌
6. 對號入座
7. 金鐘罩鐵布衫
8. 大女人主義
9. 不在場
10. 保持微笑

- DVD

1. 候鳥 MV/KALA
2. 痛快 MV/KALA
3. 別說對不起 MV/KALA
4. 我愛你 MV/KALA
5. 鬥牛士之歌 MV/KALA
6. 對號入座 MV/KALA
7. 金鐘罩鐵布衫 MV/KALA
8. 大女人主義 MV/KALA
9. 不在場 MV/KALA
10. 保持微笑 MV/KALA

DVD特別收錄：
1. 我愛你13分完整劇情版
2. 我愛你MV拍攝花絮
3. 對號入座MV拍攝花絮
4. 金鐘罩鐵布衫MV拍攝花絮

## 《Encore》影音館
- 2005年1月7日 發行（VCD／DVD）

※DVD格式 具音聲多重 具卡拉OK 功能
- VCD/DVD：

1. 候鳥
2. 痛快
3. 別說對不起
4. 我愛你
5. 鬥牛士之歌
6. 對號入座
7. 金鐘罩鐵布衫
8. 大女人主義
9. 不在場
10. 保持微笑

- VCD Bonus:

1. 對號入座MV拍攝花絮
2. 金鐘罩鐵布衫MV拍攝花絮

- DVD Bonus:

1. 對號入座MV拍攝花絮
2. 金鐘罩鐵布衫MV拍攝花絮

DVD特別收錄：
1. 我愛你(13分鐘劇情完整版)
2. 我愛你MV拍攝花絮

## 復刻版卡帶
2017年12月22日，推出收錄了第1張專輯至第13張專輯(包含兩張精選集)的S.H.E16週年復刻紀念全套卡帶組《小時帶 S.H.E's in style》卡帶紀念組，此張專輯為16週年復刻卡帶紀念組所收錄13張專輯中其中之一。

## 獎項
- 2005年 HITO流行音樂獎 年度HITO十大華語歌曲－〈候鳥〉
- 2005年 新城國語力頒獎禮 新城國語力歌曲－〈痛快〉、〈對號入座〉
- 2005年 IFPI香港唱片銷量大獎2005 - 十大銷量國語唱片

## 音樂錄影帶
| 歌名               | 導演           | 發佈日期       | 發佈頻道                    | 附註             |
| ------------------ | -------------- | -------------- | --------------------------- | ---------------- |
| 候鳥               | 賴偉康         | 2012年8月30日  | 華研國際音樂官方YouTube頻道 |                  |
| 痛快               | 賴偉康、比爾賈 | 2012年8月30日  | 華研國際音樂官方YouTube頻道 |                  |
| 別說對不起         | 陳伯全         | 2012年8月30日  | 華研國際音樂官方YouTube頻道 |                  |
| 我愛你(劇情完整版) | 馬宜中         | 2011年12月29日 | 華研國際音樂官方YouTube頻道 |                  |
| 鬥牛士之歌         | 賴偉康、比爾賈 | 2012年8月30日  | 華研國際音樂官方YouTube頻道 |                  |
| 對號入座           |                | 2012年8月30日  | 華研國際音樂官方YouTube頻道 | 特別演出：郭彥均 |
| 金鐘罩鐵布衫       | 馬宜中         | 2012年8月30日  | 華研國際音樂官方YouTube頻道 |                  |
| 大女人主義         | 賴偉康         | 2012年8月30日  | 華研國際音樂官方YouTube頻道 |                  |
| 不在場             | 陳伯全         | 2012年8月30日  | 華研國際音樂官方YouTube頻道 |                  |
| 保持微笑           |                | 2012年8月30日  | 華研國際音樂官方YouTube頻道 |                  |

## 其他作品
| 上一張專輯： 奇幻旅程 2004年2月6日 | 第7張專輯 2004年11月12日 | 第7張專輯 2004年11月12日 | 下一張專輯： 不想長大 2005年11月25日 |